# باربرا بيل غيدس
باربرا بيل غيدس (بالإنجليزية: Barbara Bel Geddes)‏ (و. 1922 – 2005 م) هي ممثلة تلفزيونية، وممثلة أفلام، وكاتِبة، وممثلة مسرحية، وكاتبة للأطفال أمريكية، ولدت في نيويورك، توفيت عن عمر يناهز 83 عاماً، بسبب سرطان الرئة.

## جوائز وترشيحات
حصلت على جوائز منها:
جوائز
- جائزة المسرح العالمي (1946)

ترشيحات
- جائزة الأوسكار لأفضل ممثلة مساعدة (1948)
- جائزة توني لأفضل ممثلة مسرحية [الإنجليزية]‏ (1956)
- جائزة توني لأفضل ممثلة مسرحية [الإنجليزية]‏ (1961)

ترشحت لـ:
- جائزة توني لأفضل ممثلة مسرحية  [لغات أخرى]‏ (1961)
- جائزة توني لأفضل ممثلة مسرحية  [لغات أخرى]‏ (1956)
- جائزة الأوسكار لأفضل ممثلة مساعدة، عن عمل: I Remember Mama (film) [الإنجليزية]‏ (1948).

## وصلات خارجية
- باربرا بيل غيدس على موقع IMDb (الإنجليزية)
- باربرا بيل غيدس على موقع الموسوعة البريطانية (الإنجليزية)
- باربرا بيل غيدس على موقع روتن توميتوز (الإنجليزية)
- باربرا بيل غيدس على موقع ألو سيني (الفرنسية)
- باربرا بيل غيدس على موقع تيرنر كلاسيك موفيز (الإنجليزية)
- باربرا بيل غيدس على موقع أول موفي (الإنجليزية)
- باربرا بيل غيدس على موقع قاعدة بيانات برودواي على الإنترنت (الإنجليزية)
- باربرا بيل غيدس على موقع قاعدة بيانات الأفلام السويدية (السويدية)
- باربرا بيل غيدس على موقع إن إن دي بي (الإنجليزية)
- باربرا بيل غيدس على موقع قاعدة بيانات الفيلم (الإنجليزية)